# Myszojeż
Myszojeż (Neohylomys) – rodzaj ssaków z podrodziny gołyszków (Galericinae) w obrębie rodziny jeżowatych (Erinaceidae).

## Rozmieszczenie geograficzne
Rodzaj obejmuje gatunki występujące w Chińskiej Republice Ludowej i Wietnamie.

## Morfologia
Długość ciała (bez ogona) 120–147 mm, długość ogona 36–43 mm, długość ucha 16–22 mm, długość tylnej stopy 24–29 mm; masa ciała 50–70 g.

## Systematyka
Rodzaj zdefiniowała w 1959 roku para chińskich zoologów Tsen-Hwang Shaw i Wong Song w artykule zatytułowanym Nowy owadożer z Hajnanu, opublikowanym w czasopiśmie „Acta Zoologica Sinica”. Gatunkiem typowym jest (oryginalne oznaczenie) myszojeż hainański (N. hainanensis).

### Etymologia
Neohylomys: gr. νεος neos ‘nowy’; rodzaj Hylomys (bezkolec).

### Podział systematyczny
Do rodzaju należą następujące gatunki:
| Grafika | Gatunek                 | Autor i rok opisu                                                                                       | Nazwa zwyczajowa   | Podgatunki         | Rozmieszczenie geograficzne                       | Podstawowe wymiary                              | Status IUCN |
| ------- | ----------------------- | --- | ------------------ | ------------------ | ------------------------------------------------- | ----------------------------------------------- | ----------- |
|         | Neohylomys hainanensis  | T.H. Shaw & Wong Song, 1951                                                                             | myszojeż hainański | gatunek monotypowy | endemit Chińskiej Republiki Ludowej: wyspa Hajnan | DC: 12–14,7 cm DO: 3,6–4,3 cm MC: 50–70 g       | EN          |
|         | Neohylomys vietnamensis | A.A. Bannikova, Lebedev, Gorchkhanov, Fei Li, D.T. Dung, Bui Tuan Hai, Kruskop, Rozhnov & Abramov, 2024 |                    | gatunek monotypowy | endemit Wietnamu: Cao Bằng                        | DC: brak danych DO: brak danych MC: brak danych | NE          |

Kategorie IUCN:  EN  – gatunek zagrożony;  NE  – gatunki niepoddane jeszcze ocenie.